# И аз го мога
„И аз го мога“ e българска версия на риалити шоуто „I can do that“. В България започва да се излъчва на 11 март 2015 г. по Нова телевизия от 20:00 ч. Водещ на българския формат е актьорът Станимир Гъмов. Журито е в състав Елена Петрова, Ники Кънчев и Александър Балкански.
Победител в първия сезон на шоуто е Симона Пейчева, а голямата награда е чисто нов лек автомобил.

## Сезони
| Сезон | Сезон | ТВ канал | Година | Епизоди | Старт        | Финал       | Победител      | Награда   |
| ----- | ----- | -------- | ------ | ------- | ------------ | ----------- | -------------- | --------- |
|       | 1     | Нова ТВ  | 2015   | 12      | 11 март 2015 | 27 май 2015 | Симона Пейчева | автомобил |

## Водещ и жури
| Сезон | Сезон | Водещ          | Жури        | Жури          | Жури                 |
| ----- | ----- | -------------- | ----------- | ------------- | -------------------- |
|       | 1     | Станимир Гъмов | Ники Кънчев | Елена Петрова | Александър Балкански |

## Формат
В шоуто участниците са поставени в 5 предизвикателства, представени от професионалист. След това участниците се изправят един срещу друг в поставеното предизвикателство. След изпълнението им журито оценява изпълненията. Този, който има най-много точки се изправя срещу другите четири участници с най-много точки за вечерта. След това към финалния етап на шоуто се изправят двама. После след изпълненията на участниците се избира победителят за вечерта чрез SMS-и от зрителите.

## Първи сезон

### Участници
- Алфредо Торес (хореограф)
- Елен Колева (актриса)
- Жана Брейчева (бивша адреналинка в Господари на ефира)
- Иван Звездев (кулинар, ТВ водещ)
- Камен Воденичаров (актьор)
- Николай Георгиев (ТВ водещ, актьор)
- Петко Димитров (бизнесмен)
- Поли Генова (поп певица)
- Симона Пейчева (гимнастичка) (победител)
- Яна Маринова (актриса)

### Точки
| Участник | Получен брой точки |
| -------- | ------------------ |
| Алфредо  | 20                 |
| Елен     | 18                 |
| Жана     | 19                 |
| Иван     | 23                 |
| Камен    | 19                 |
| Николай  | 18                 |
| Петко    | 22                 |
| Поли     | 15                 |
| Симона   | 33                 |
| Яна      | 34                 |